# Добридень усім!
«Добридень усім!» (інша назва: «Піросмані») — радянський двосерійний телефільм 1980 року, знятий режисерами Гігою Лордкіпанідзе і Аміраном Дарсавелідзе на кіностудії «Грузія-фільм».

## Сюжет
Телефільм про життя та творчість грузинського художника Ніко Піросмані.

## У ролях
- Отар Меґвінетухуцесі — Піросмані
- Ніно Лордкіпанідзе — Ія, дівчина-мрія
- Малхаз Горгіладзе — друг Піросмані

## Знімальна група
- Режисери — Гіга Лордкіпанідзе, Аміран Дарсавелідзе
- Сценарист — Вадим Коростильов
- Оператор — Леван Пааташвілі
- Композитор — Яків Бобохідзе
- Художники — Тенгіз Мірзашвілі, Кахабер Хуцішвілі